# Dimnikarski žagovinar
Dimnikarski žagovinar (znanstveno ime Monochamus saltuarius) je vrsta vsejedih hroščev iz družine kozličkov, ki je razširjena po skoraj vsej Evropi, od vzhodnih Alp pa vse do Koreje in Japonske na vzhodu. 

## Opis in biologija
Odrasli hrošči merijo med 11 in 19 mm in imajo črno telo, posejano z rumenimi in sivami pikami. 
V Sloveniji ima dimnikarski žagovinar eno generacijo na leto in roji med junijem in avgustom. Po kopulaciji, samica, ki živi do 80 dni, odloži do 172 jajčec v zarezo v skorji gostiteljskega drevesa. Ličinke se izležejo po osmih dneh in se zavrtajo globlje v les, kjer se hranijo. Pred zimo naredijo bubilnico v kateri poteka diapavza. Spomladi se ličinke zabubijo, po devetih dneh pa se iz bube razvije imago, ki se skozi okroglo izhodno odprtino v skorji pregrize na plano. Imagi se prehranjujejo s skorjo na vejicah in vršičkih, pa tudi z iglicami. Vrsta je vektor borove ogorčice.